# Max Elskamp

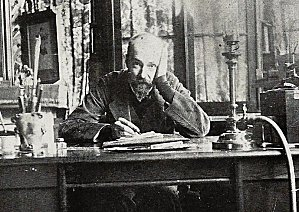
Max Elskamp

Max Elskamp (* 5. Mai 1862 in Antwerpen; † 10. Dezember 1931 ebenda) war ein belgischer Dichter französischer Sprache.

## Leben und Werk
Max Elskamp wurde 1884 im Fach Rechtswissenschaft promoviert, war jedoch hinreichend begütert, um den Beruf nur kurze Zeit auszuüben. Sein dichterisches Schaffen in symbolistischer Manier konzentrierte sich auf die Jahre 1890–1898 und 1921–1924. Seine von franziskanischer Askese und Einfachheit geprägten Texte, die er überwiegend selbst und in geringer Stückzahl verlegte, wurden von den eingeweihten Zeitgenossen bewundert. Ab 1921 besetzte er den Sessel Nr. 20 der 1920 gegründeten Académie royale de langue et de littérature françaises de Belgique. Nachdem er eine Zeit lang Buddhist gewesen war, starb er 1931 im Alter von 69 Jahren. Die zahlreichen Neuausgaben seiner Dichtung in jüngster Zeit belegen die anhaltende Wertschätzung seines Schaffens im französischen Sprachraum.

## Werke (Ausgaben ab 1967)
- Oeuvres complètes. Seghers, Paris 1967. (Vorwort von Bernard Delvaille)
- Chansons et enluminures. J. Antoine, Brüssel 1980. (Vorwort von Liliane Wouters, Inhalt: Six chansons. Enluminures. Chansons désabusées. La chanson de la rue Saint-Paul. Chansons d’amures. Huit chansons reverdies)
- La chanson de la rue Saint-Paul. Précédé de Sous les tentes de l’exode. Suivi de Aegri Somnia. Labor, Brüssel 1987 (Vorwort von Julos Beaucarne; Kommentar von Paul Gorceix)
- Effigies. Fata Morgana, Saint-Clément 1989. (Nachwort von Marc Quaghebeur)
- La Louange de la vie. Poèmes choisis. Hrsg. Guy Goffette. La Différence, Paris 1990.
- La Chanson de la rue Saint-Paul et autres poèmes. Hrsg. Paul Gorceix. Gallimard, Paris 1997. (Inhalt: La Chanson de la rue Saint-Paul. Chansons d’Amures. Les Délectations moroses. Aegri Somnia)